# Supercopa de Noruega
La Supercopa de Noruega, también llamada Superfinalen o Mesterfinalen (en español: La Super Final y Final de Campeones) fue una competición organizada por la Federación Noruega de Fútbol que enfrentó al campeón de la Tippeligaen y de la Copa de Noruega entre sí.

## Historia
La primera edición se celebró en marzo de 2009, con un encuentro entre Stabæk y Vålerenga. El evento fue organizado en colaboración con la Norsk Toppfotball, TV2 y UNICEF.
Stabæk ganó la primera edición, superando por 3 tantos a 1 ante el Vålerenga en el Telenor Arena. La federación noruega decidió organizar la siguiente final en 2010 la cual ganó el Rosenborg frente al Aalesund. Posteriormente, la competencia se suspendió por falta de interés de los patrocinadores, y no se celebró en el año 2011. 
En 2017 se volvió a celebrar de forma oficial con el nombre de Mesterfinalen. La final se jugó entre el campeón de la Liga y la Copa el Rosenborg y el subcampeón de la liga el Brann, en el Brann Stadion donde el Rosenborg saldria campeón. 
En 2018 se disputó entre Lillestrøm campeón de la copa y Rosenborg campeón de la Liga. El partido se disputo en el Åråsen Stadion donde de nuevo el Rosenborg saldria campeón. 
Luego en 2019 se iba a jugar entre Rosenborg y Molde pero se canceló y nunca se volvió a jugar otra Supercopa más que esas cuatro ediciones.

## Resultados
| Club       | Ganador | Finalista | Año del ganador  | Año del finalista |
| ---------- | ------- | --------- | ---------------- | ----------------- |
| Rosenborg  | 3       | –         | 2010, 2017, 2018 | –                 |
| Stabæk     | 1       | –         | 2009             | –                 |
| Vålerenga  | –       | 1         | –                | 2009              |
| Aalesund   | –       | 1         | –                | 2010              |
| Brann      | –       | 1         | –                | 2017              |
| Lillestrøm | –       | 1         | –                | 2018              |

## Finales
| Año  | Estadio                     | Final                                                               | Final                                                               | Final                                                               |
| Año  | Estadio                     | Vencedor                                                            | Resultado                                                           | Finalista                                                           |
| ---- | --------------------------- | ------------------------------------------------------------------- | ------------------------------------------------------------------- | ------------------------------------------------------------------- |
| 2009 | Telenor Arena, Bærum        | Stabæk 19' Nannskog, 38' Kobayashi, 56' Pálmason                    | 3 - 1                                                               | Vålerenga 48' Moa                                                   |
| 2010 | Color Line Stadion, Ålesund | Rosenborg 7' Stadsgaard, 26' Prica, 49' Olsen                       | 3 - 1                                                               | Aalesund 59' Larsen                                                 |
| 2017 | Brann Stadion, Bergen       | Rosenborg 32' Jevtovíc, 90+4' Reginiussen                           | 2 - 0                                                               | Brann                                                               |
| 2018 | Åråsen Stadion, Lillestrøm  | Rosenborg 52' Bendtner                                              | 1 - 0                                                               | Lillestrøm                                                          |
| 2019 | Ullevaal Stadion, Oslo      | Final cancelada entre Rosenborg y Molde por condiciones climaticas. | Final cancelada entre Rosenborg y Molde por condiciones climaticas. | Final cancelada entre Rosenborg y Molde por condiciones climaticas. |
|      |                             | Finales Amistosas (No Oficial)                                      |                                                                     |                                                                     |
| 2012 | Aker Stadion, Molde         | Molde 52' Hovland, 82' Forren, 88' Angan                            | 3 - 2                                                               | Aalesund 49' Phillips, 84' Hovland (aut.)                           |